# هنر دریایی

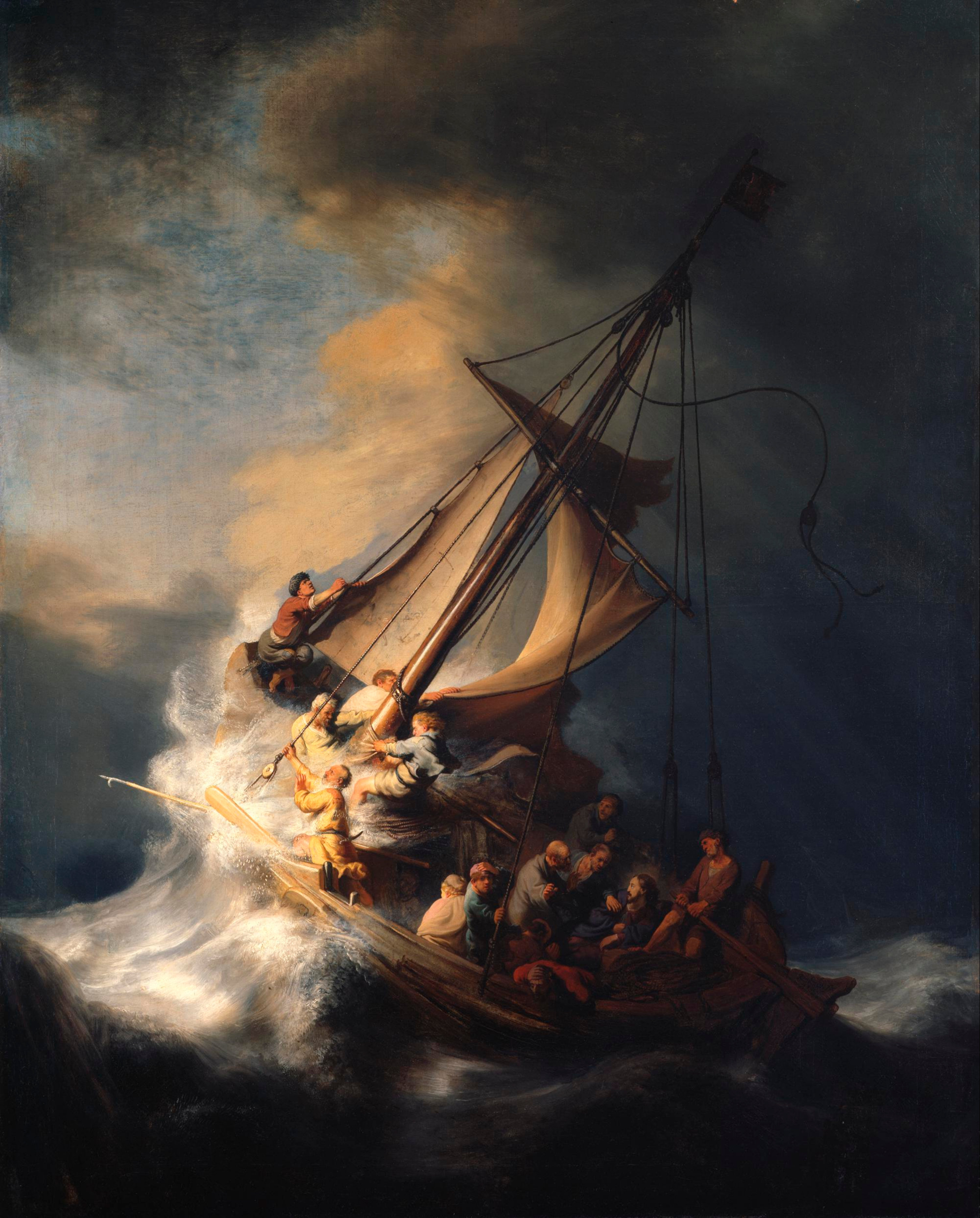
رامبراند، طوفان در دریای جلیل ۱۶۳۳

هنر دریایی (انگلیسی: Marine art) یک سبک و شیوه از هنرهای تجسمی و نقاشی است که بیانگر هنر فیگوراتیو (نقاشی، نقاشی خط و پیکر تراشی) با فضای اصلی و الهام گرفته از دریا می‌باشد، الهام از دریا یک گونه است که غالباً به تصویر می‌کشد کشتی یا کشتی‌ها را بر روی دریا، این کشتی‌ها می‌توانند به صورت منفرد باشند یا به اتفاق یکدیگر، این هنر ممکن است نمایانگر یک جنگ دریایی باشد یا گرفتاری در طوفان و کشتی شکستگی را نمایان سازد.
در سده‌های هفدهم تا نوزدهم میلادی اوج شکوفایی هنر دریایی بود، در عمل این اصطلاح اغلب پوشش‌ دهندهٔ هنر نمایش حمل و نقل در رودخانه‌ها و مصب‌ها، صحنه‌های ساحل و گاهی حتی به تنهایی نمایانگر یک قایق رها شده بر ساحل می‌باشد، در برخی از این منظره‌نگاری‌ها عنصر انسانی نیز به چشم می‌خورد و برخی دیگر به کلی فاقد انسان هستند، کشتی‌ها و قایق‌های گنجانده شده در پرتره‌ها باعث به وجود آمدن اصطلاحی جدید و متناسب با این سبک گردید به نام کشتی‌پرتره که از قرون وسطی به بعد شکل گرفت و تاکنون هم ادامه دارد

## نگارخانه

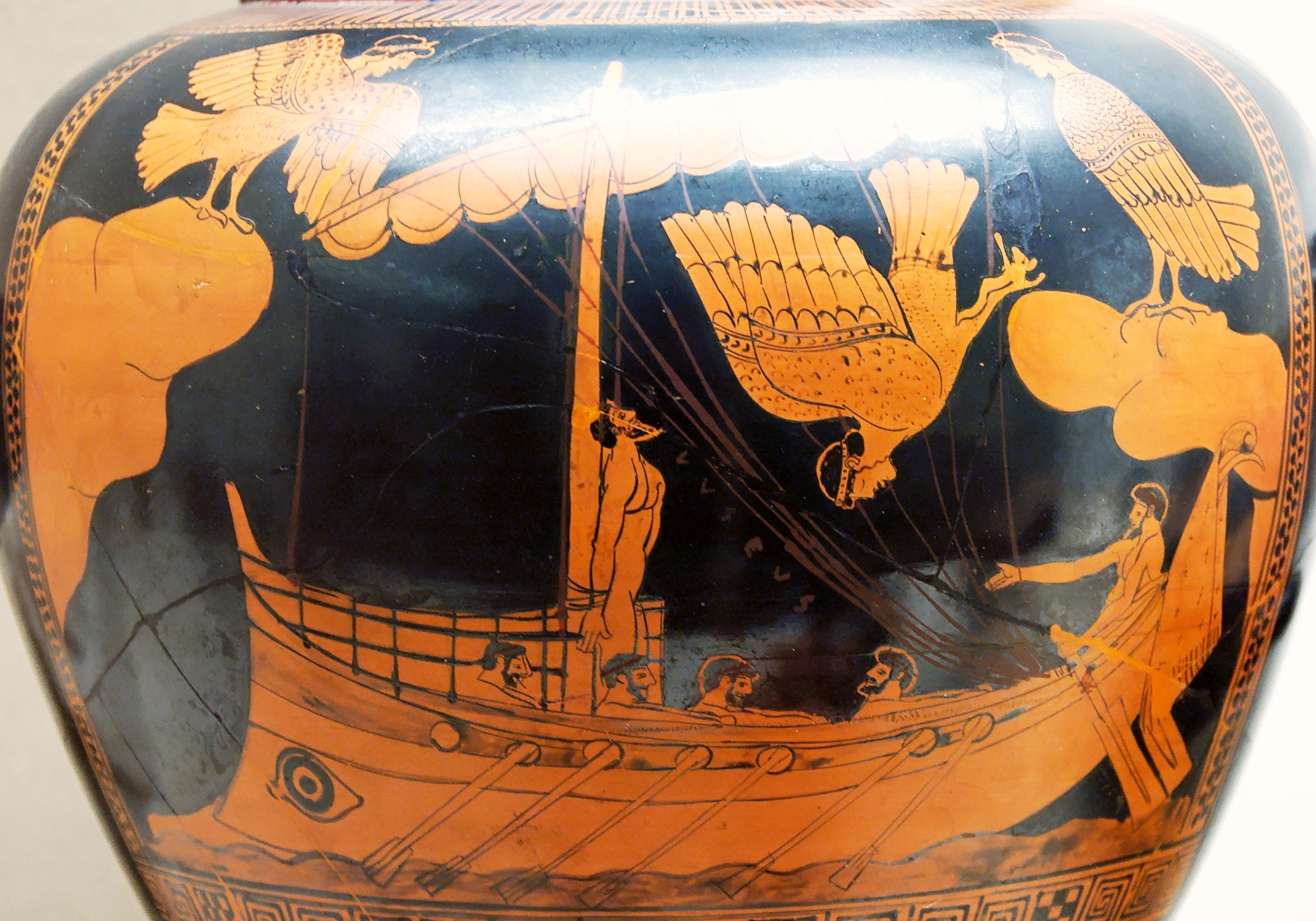
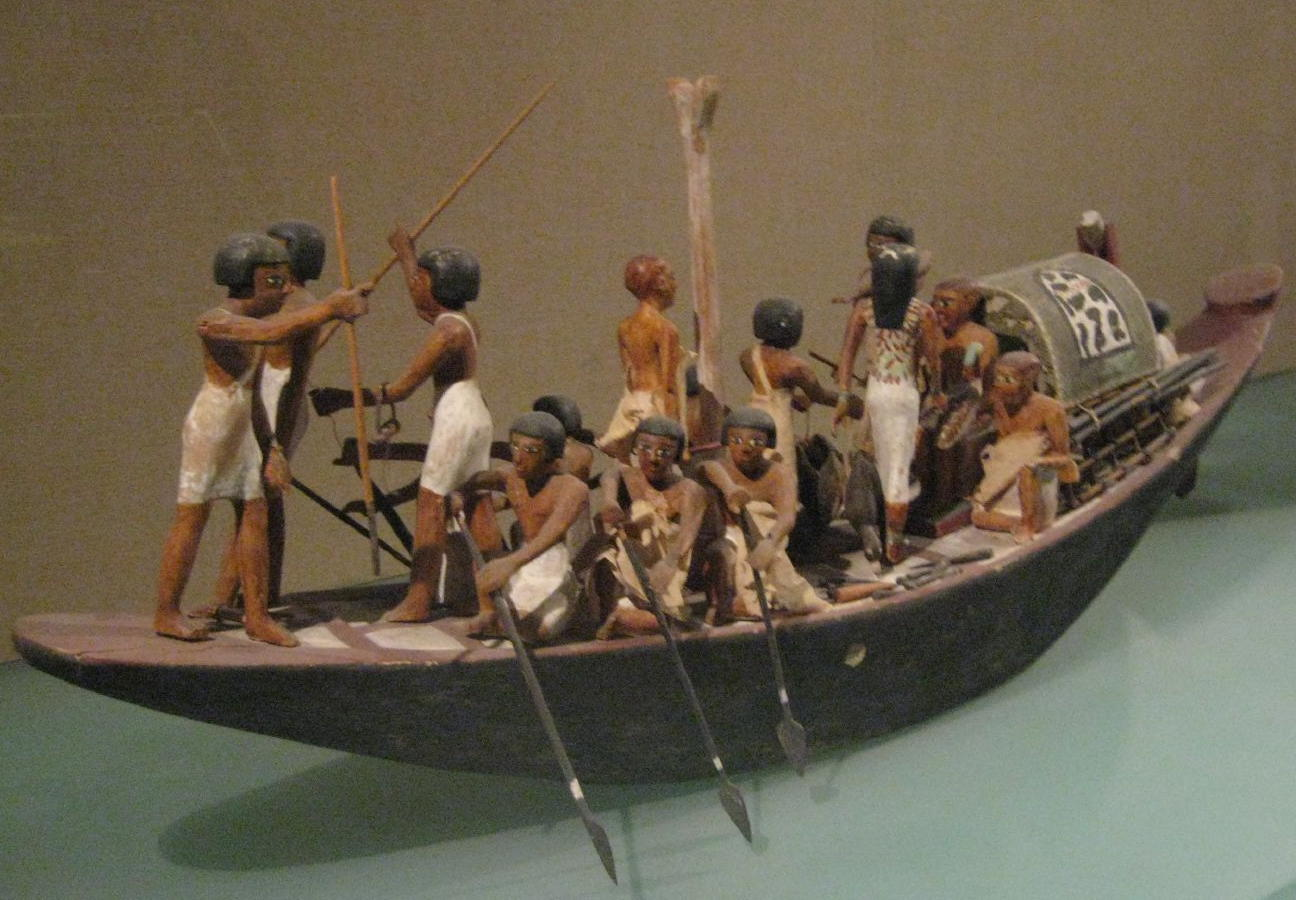
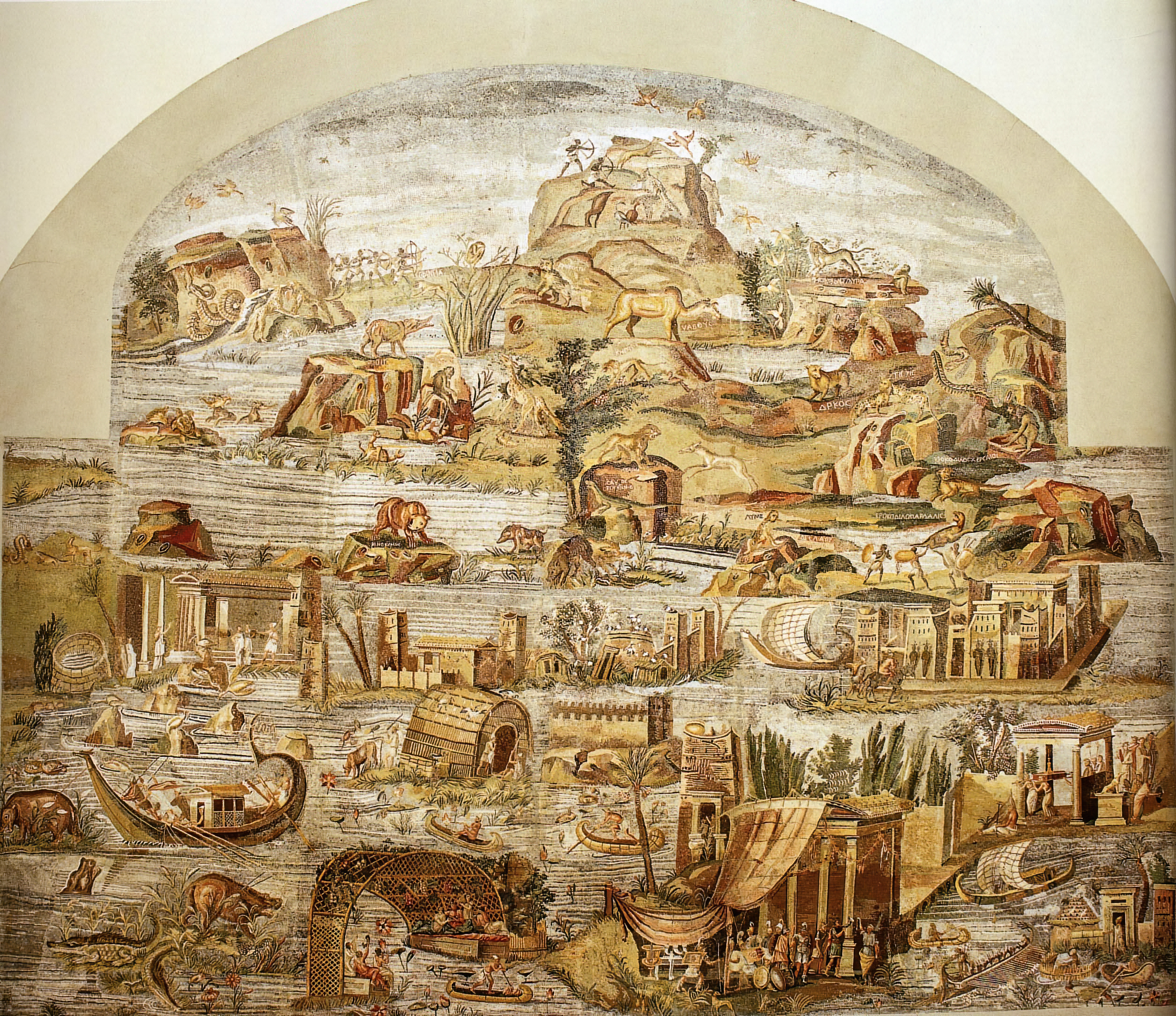
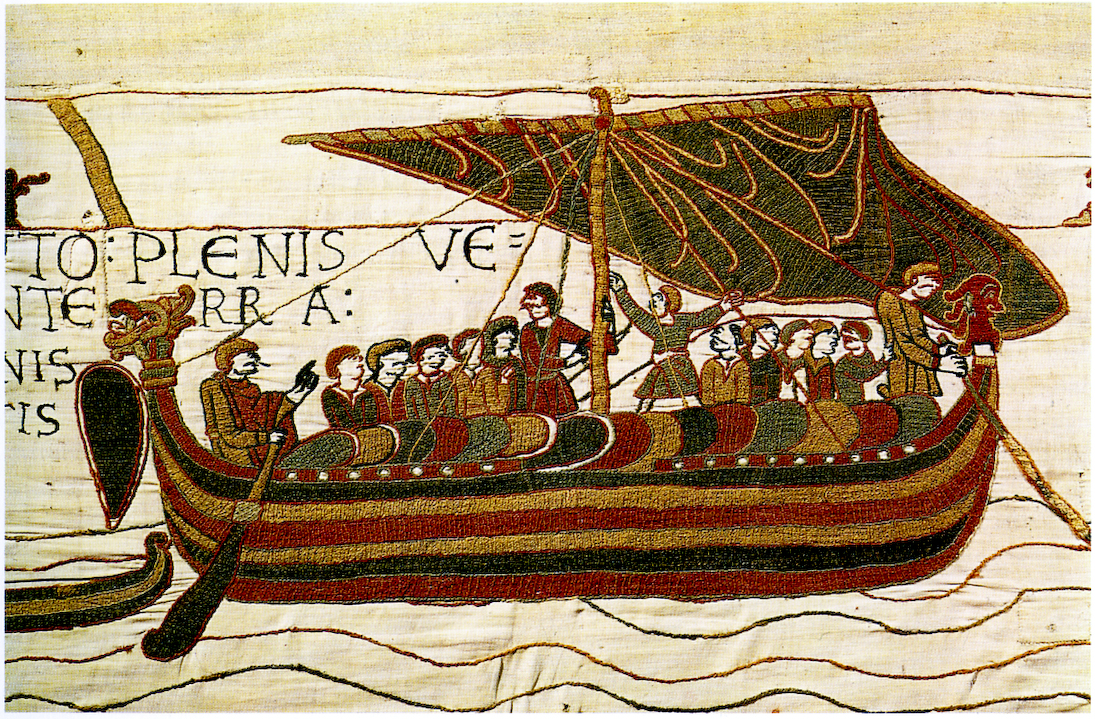
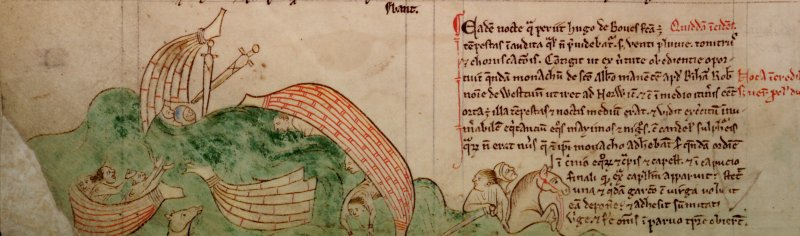
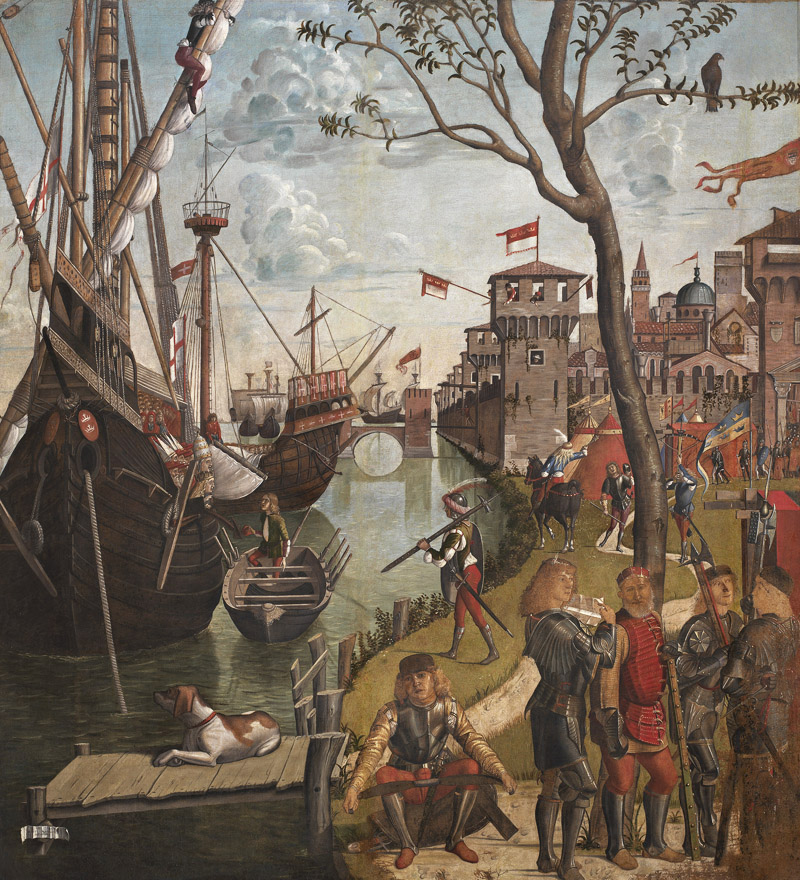
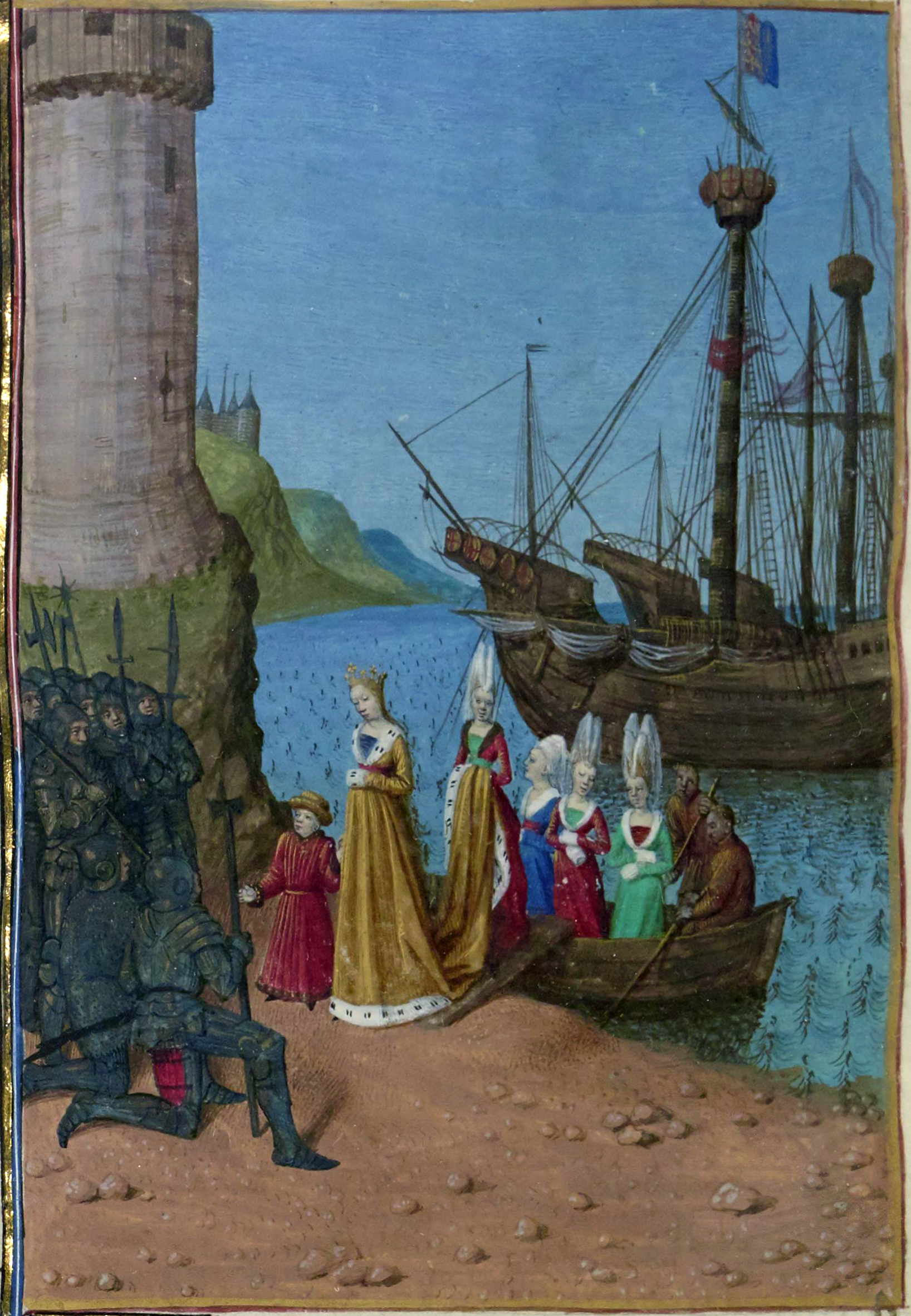
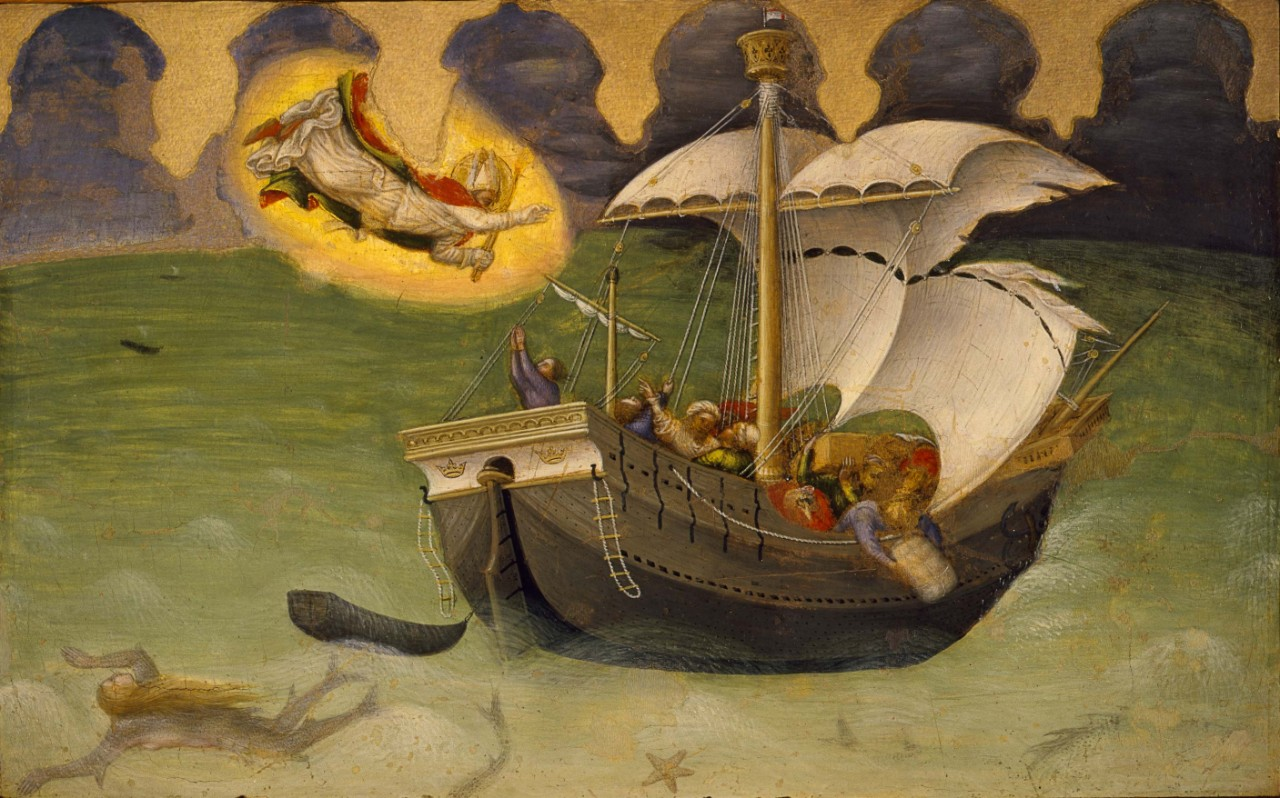
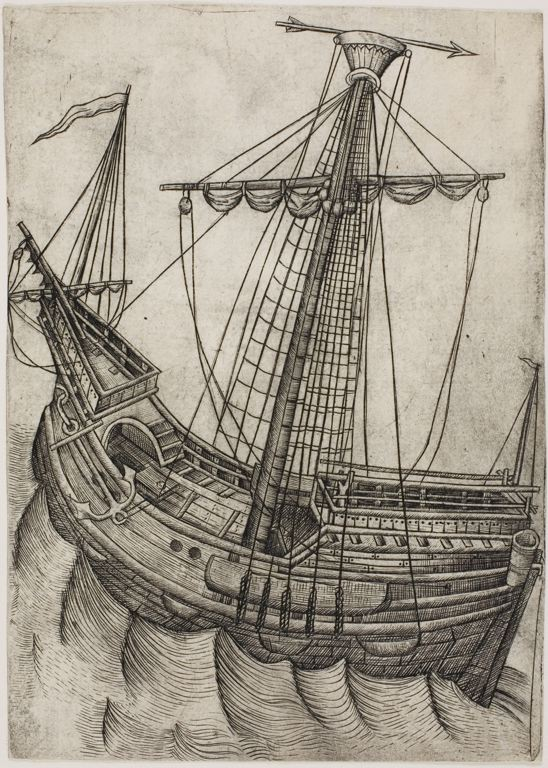
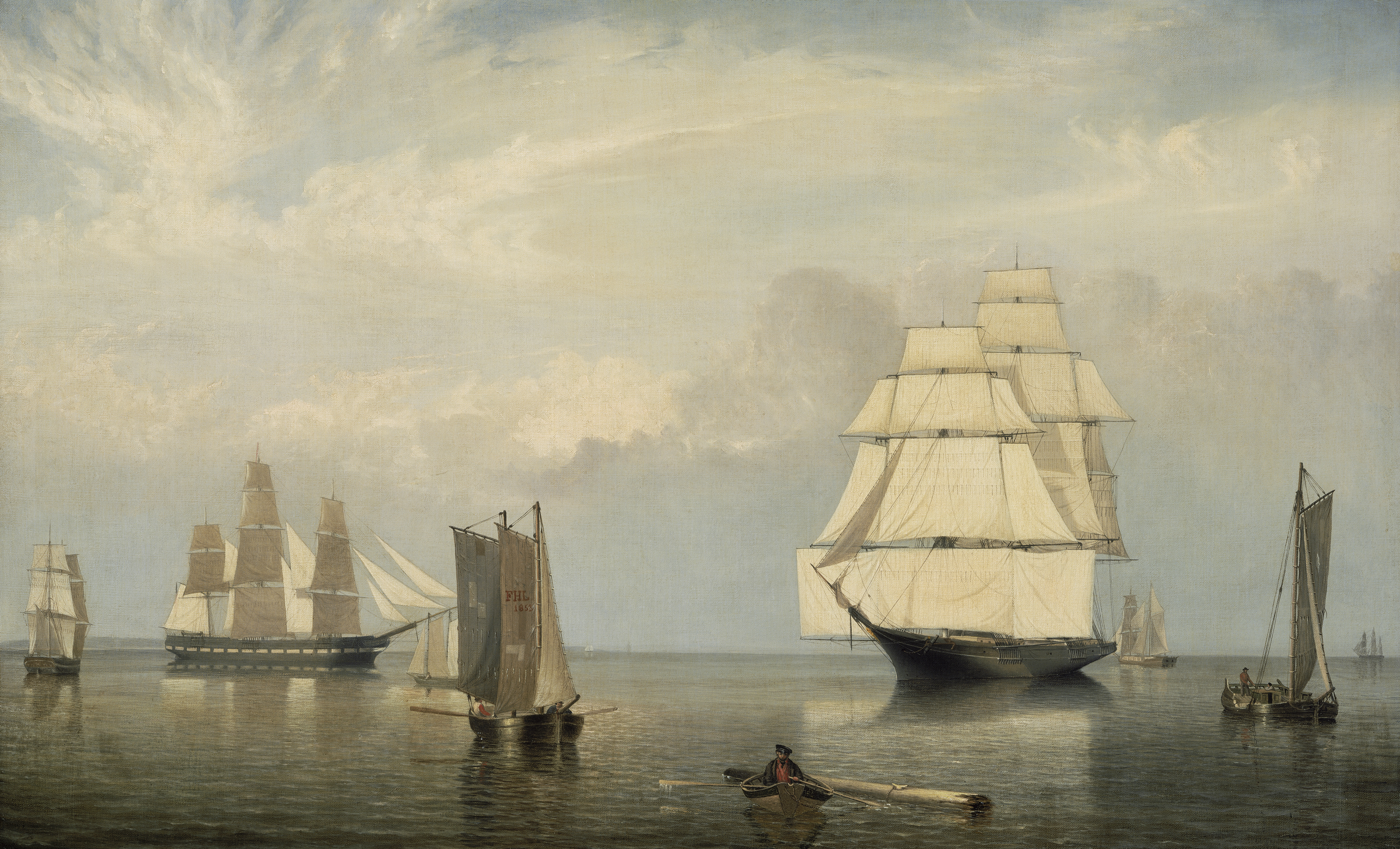
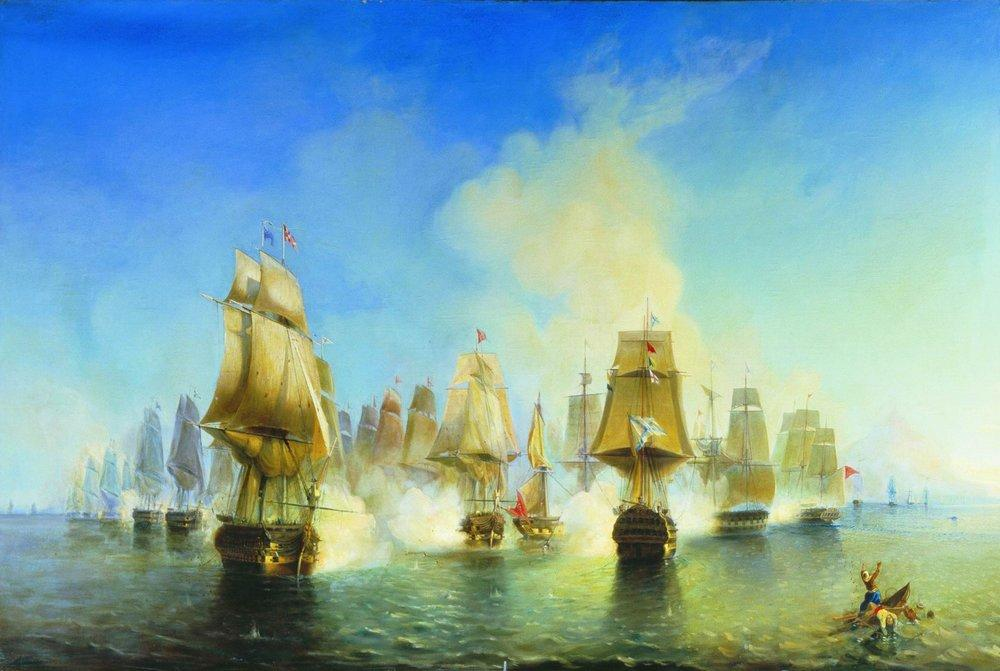
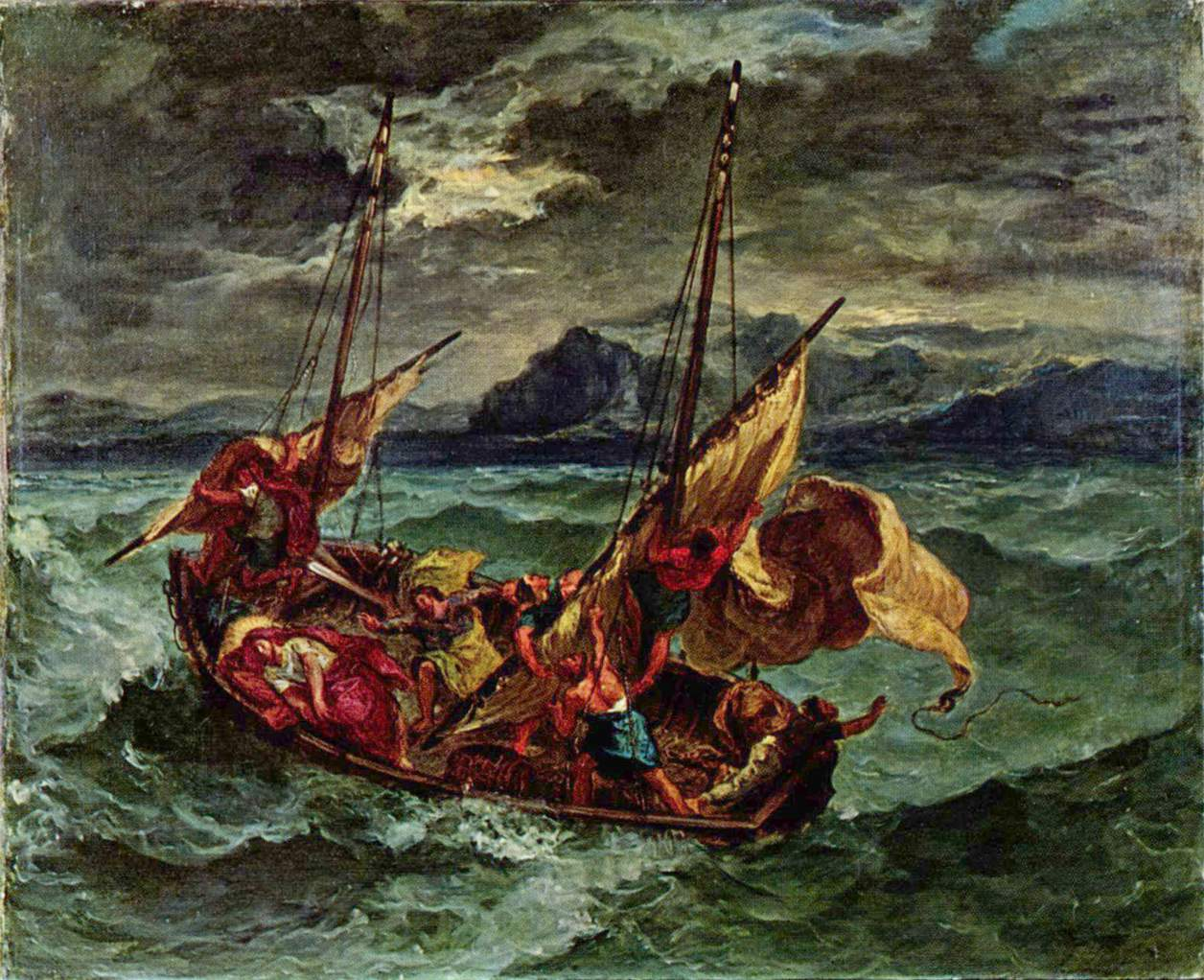
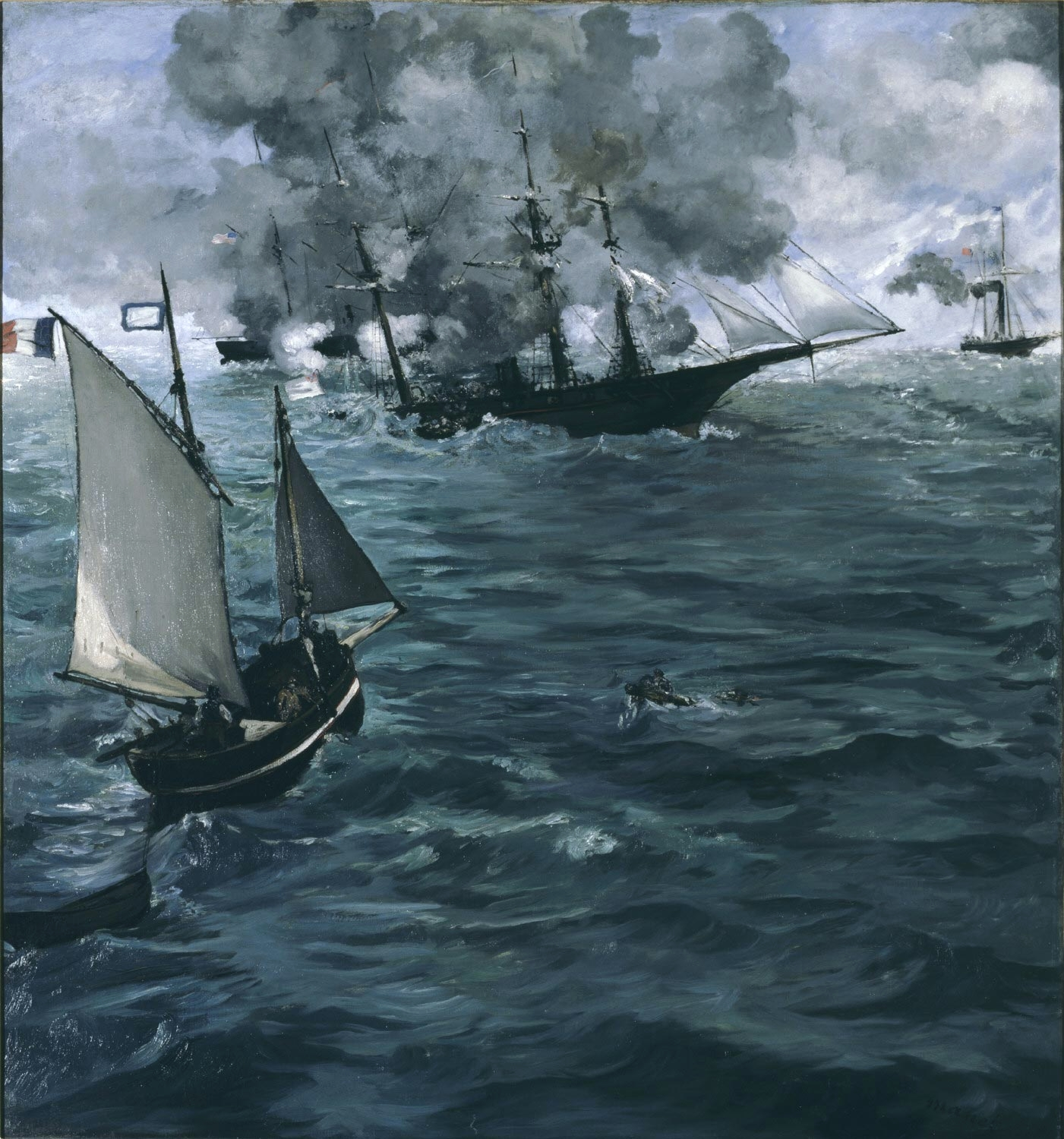
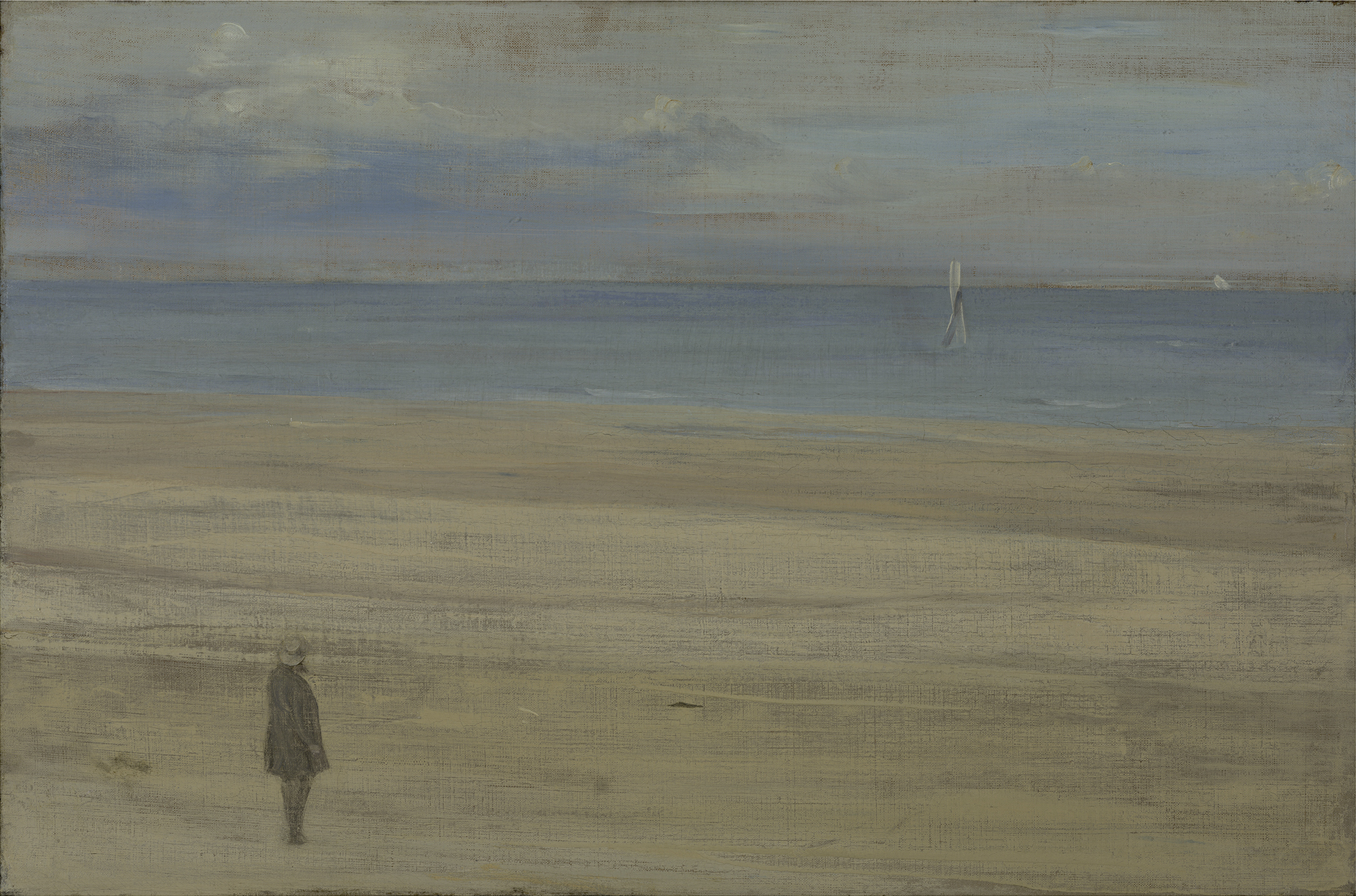
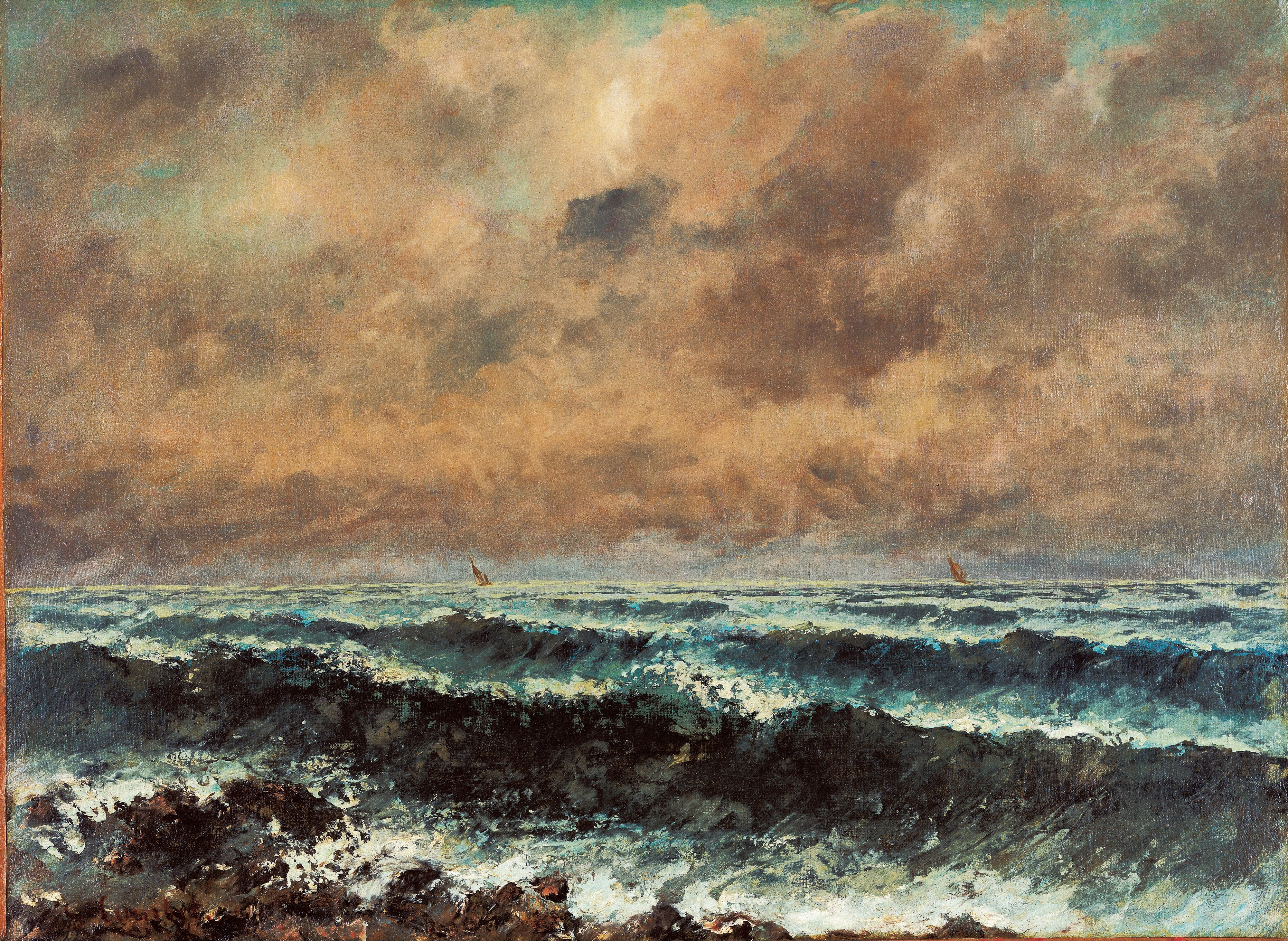
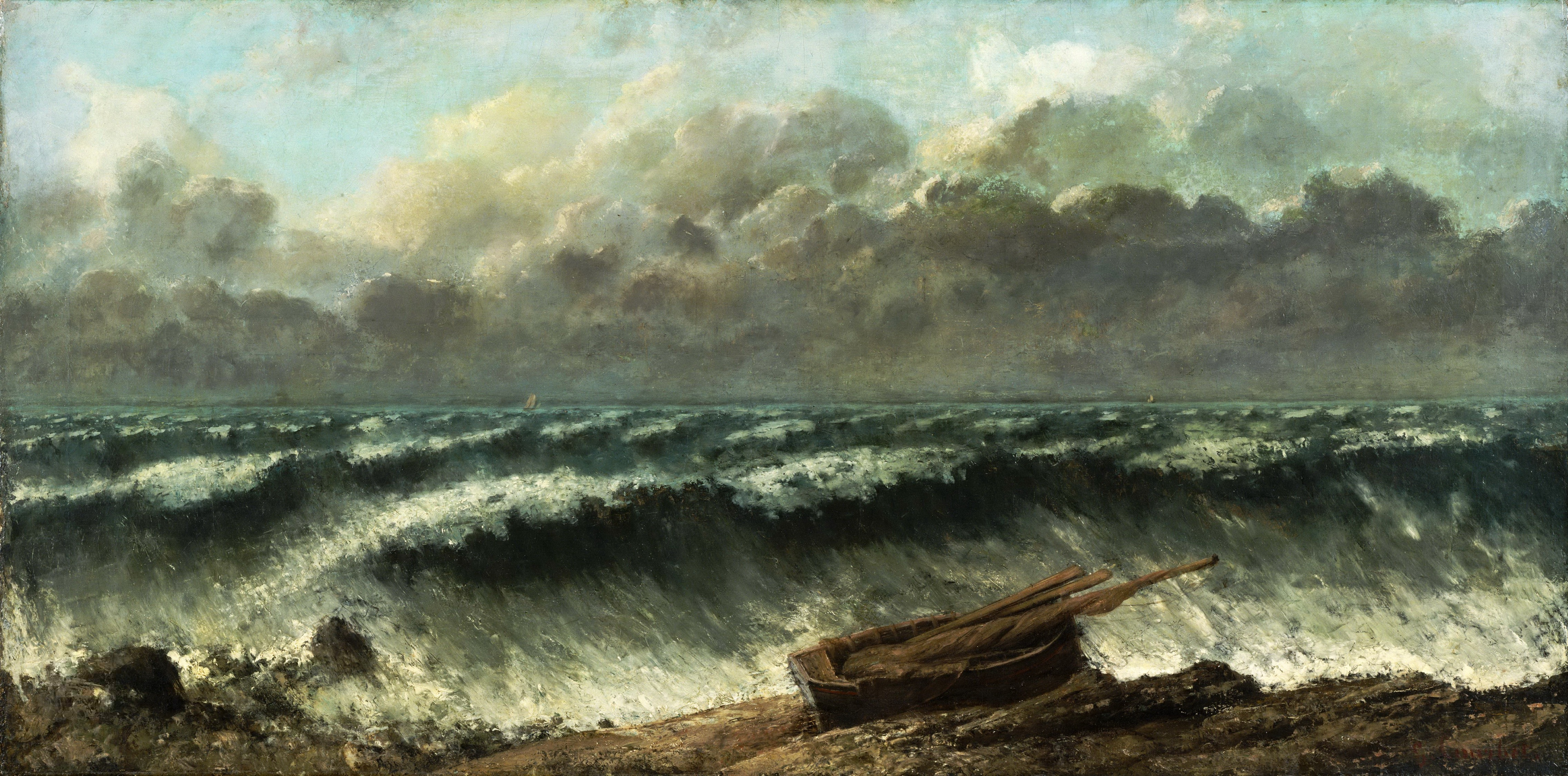
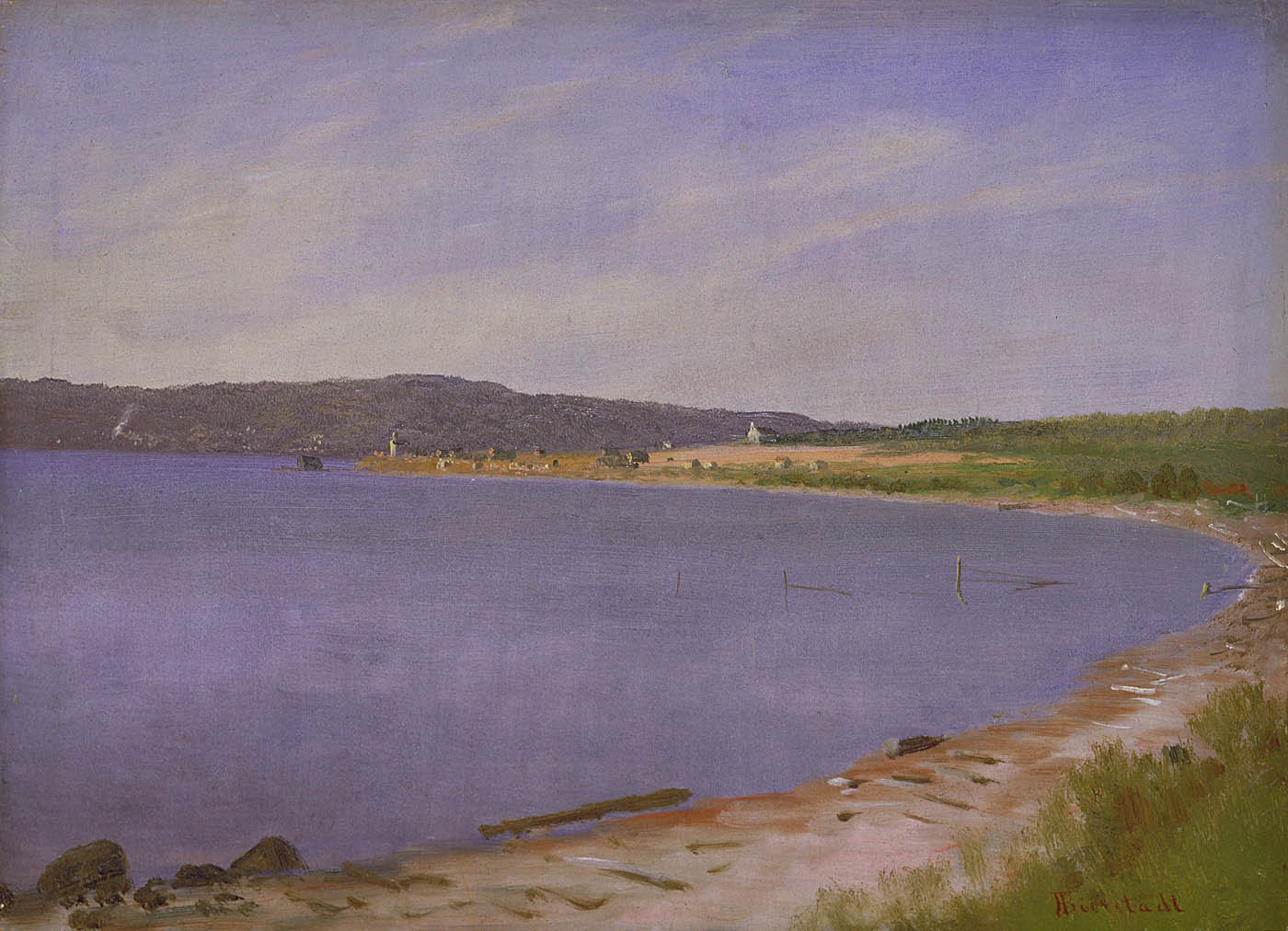
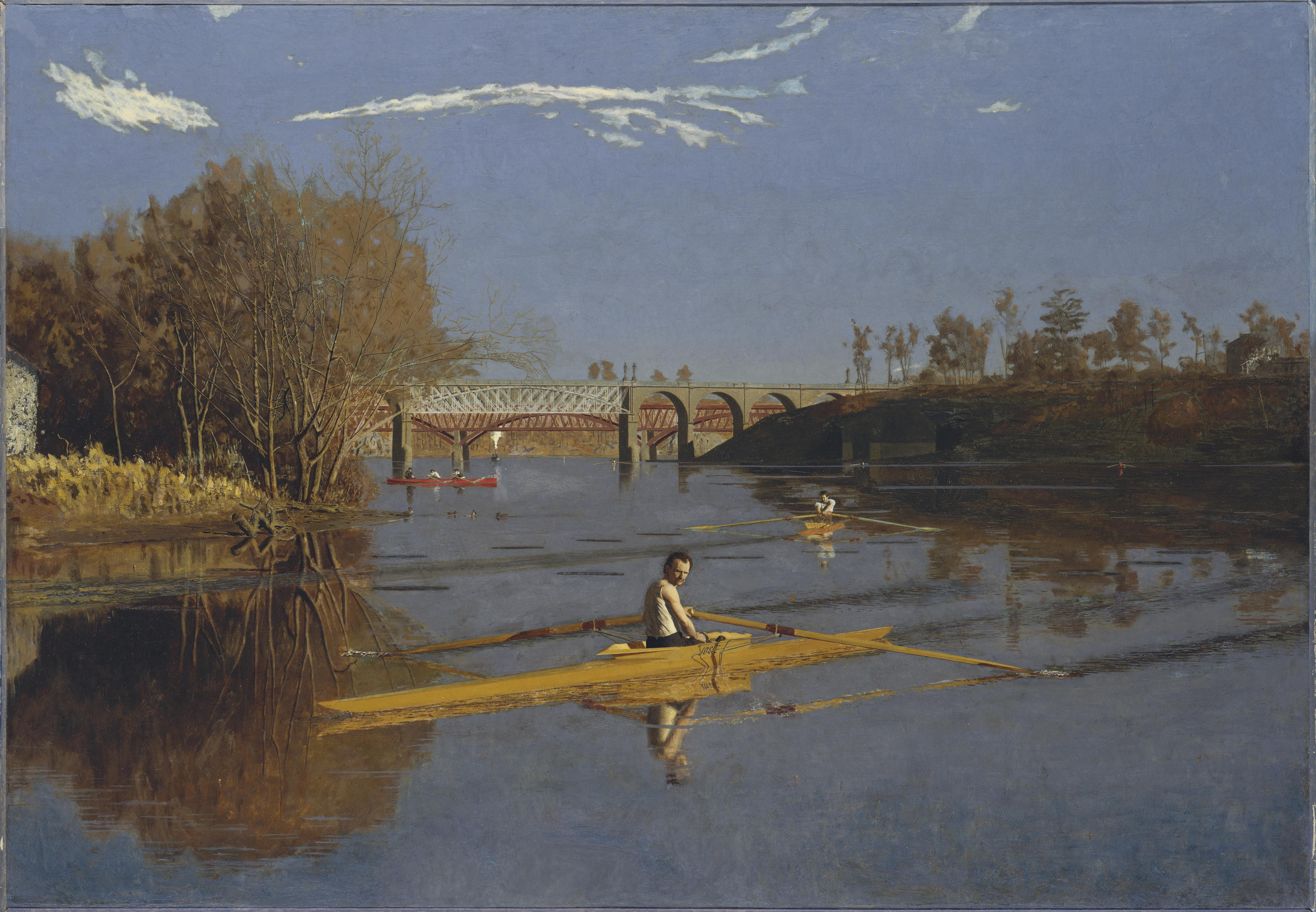
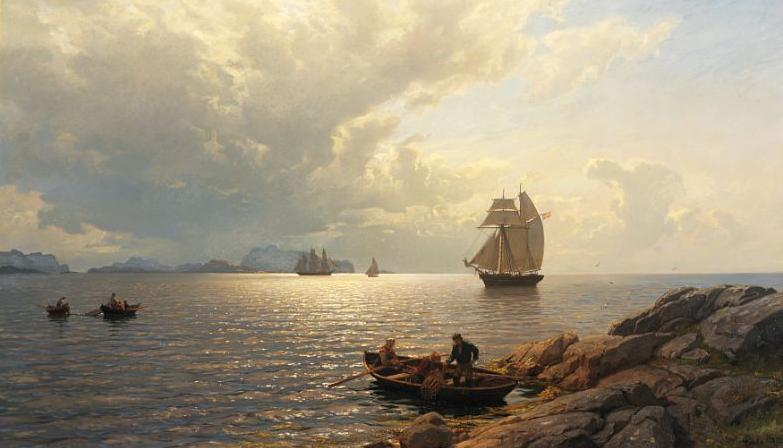
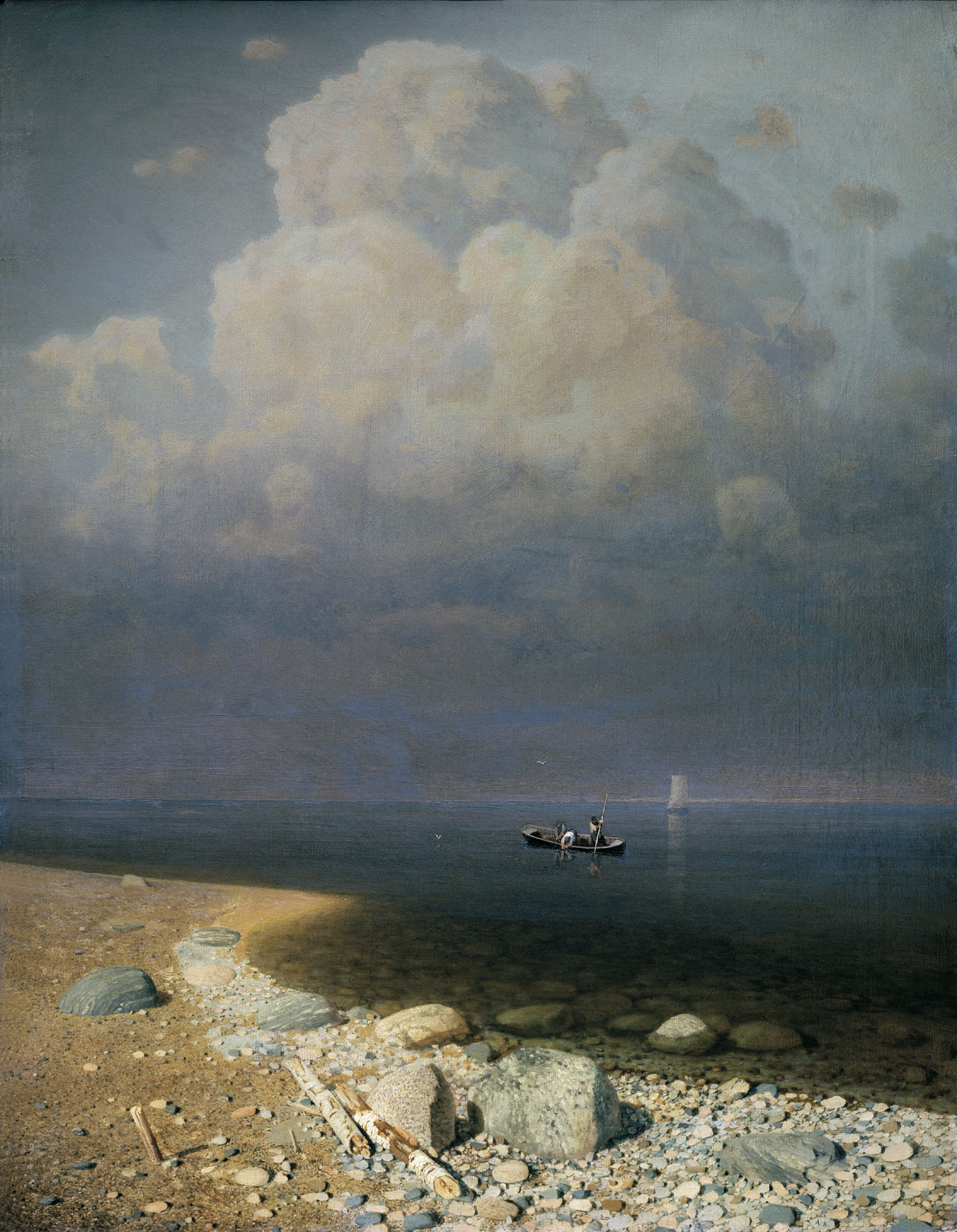
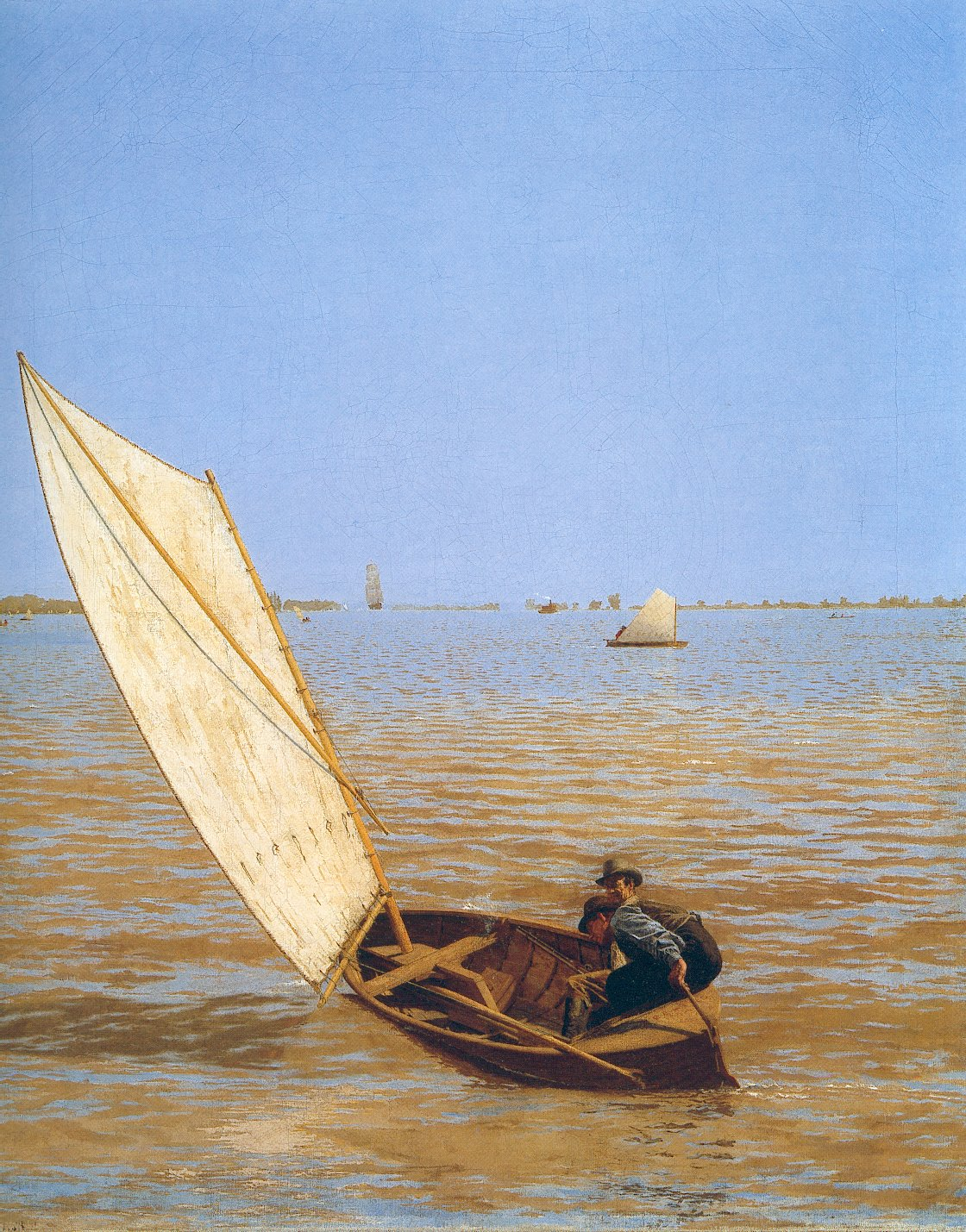
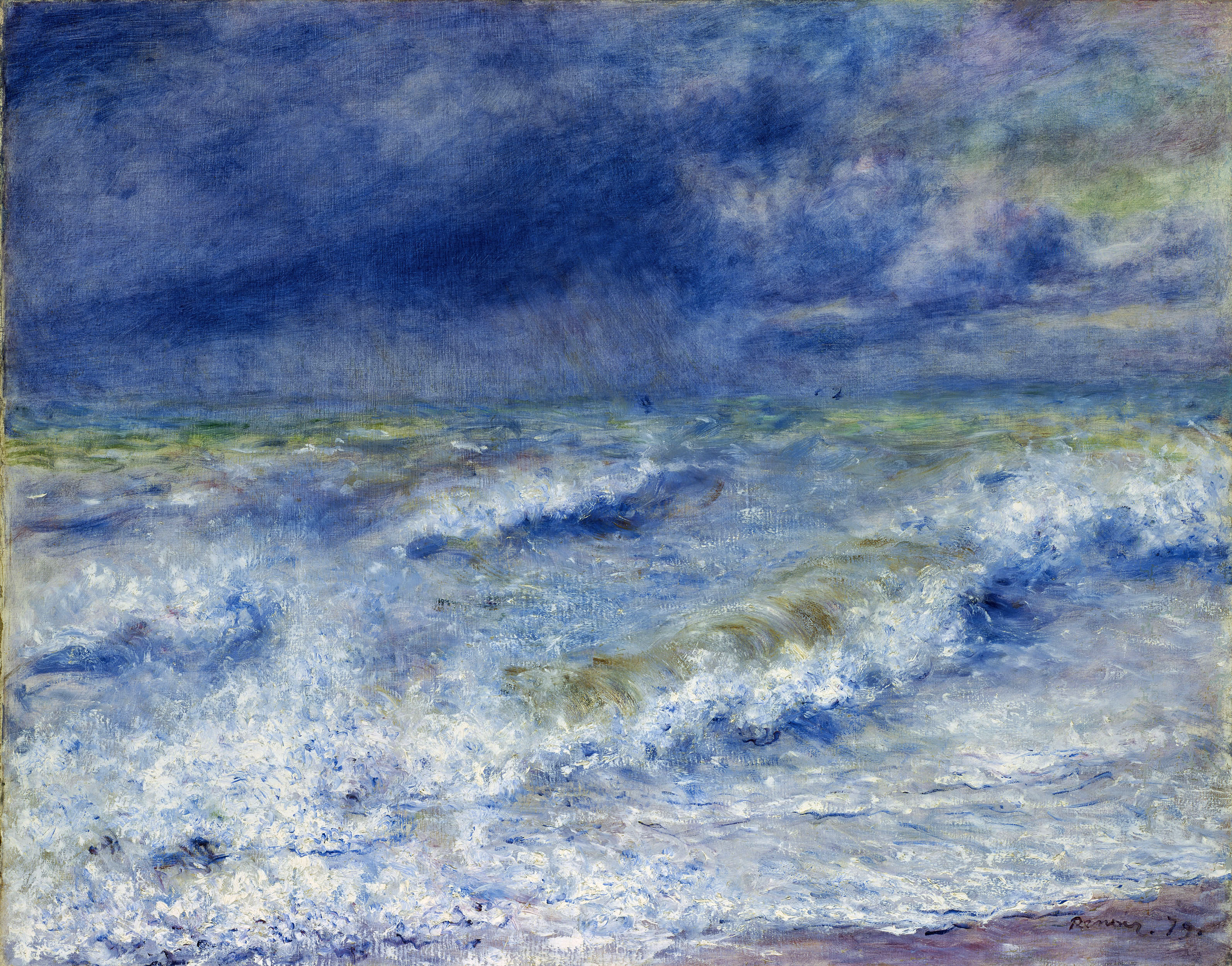
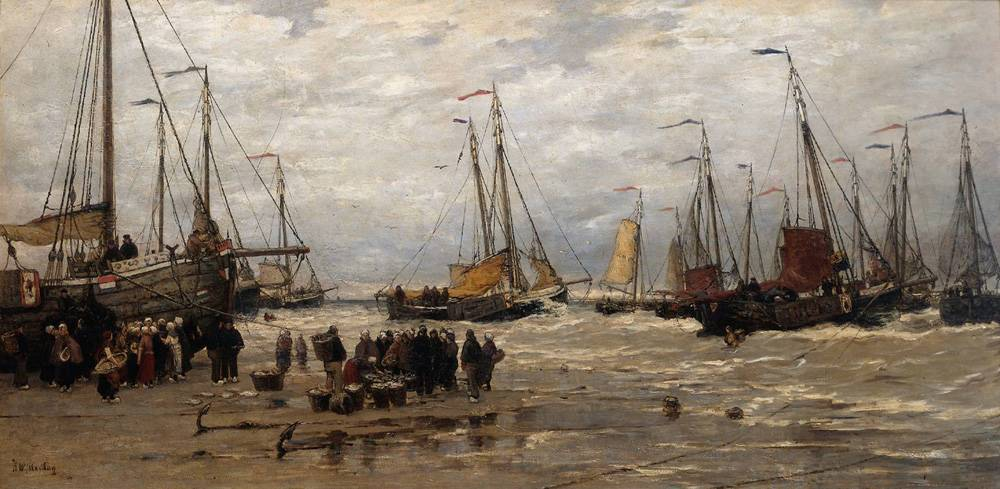
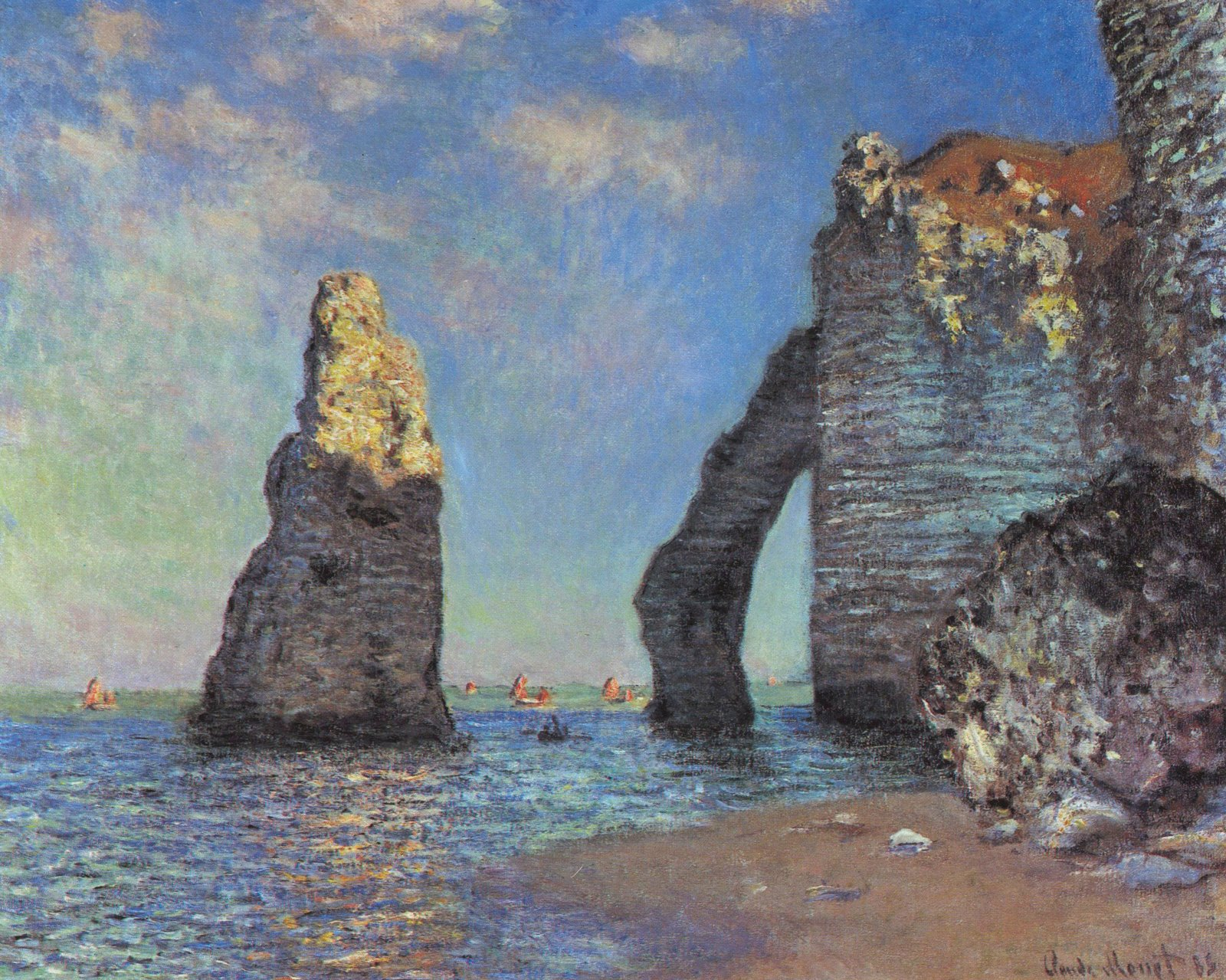
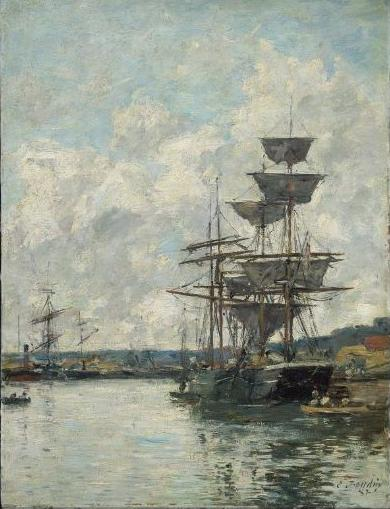
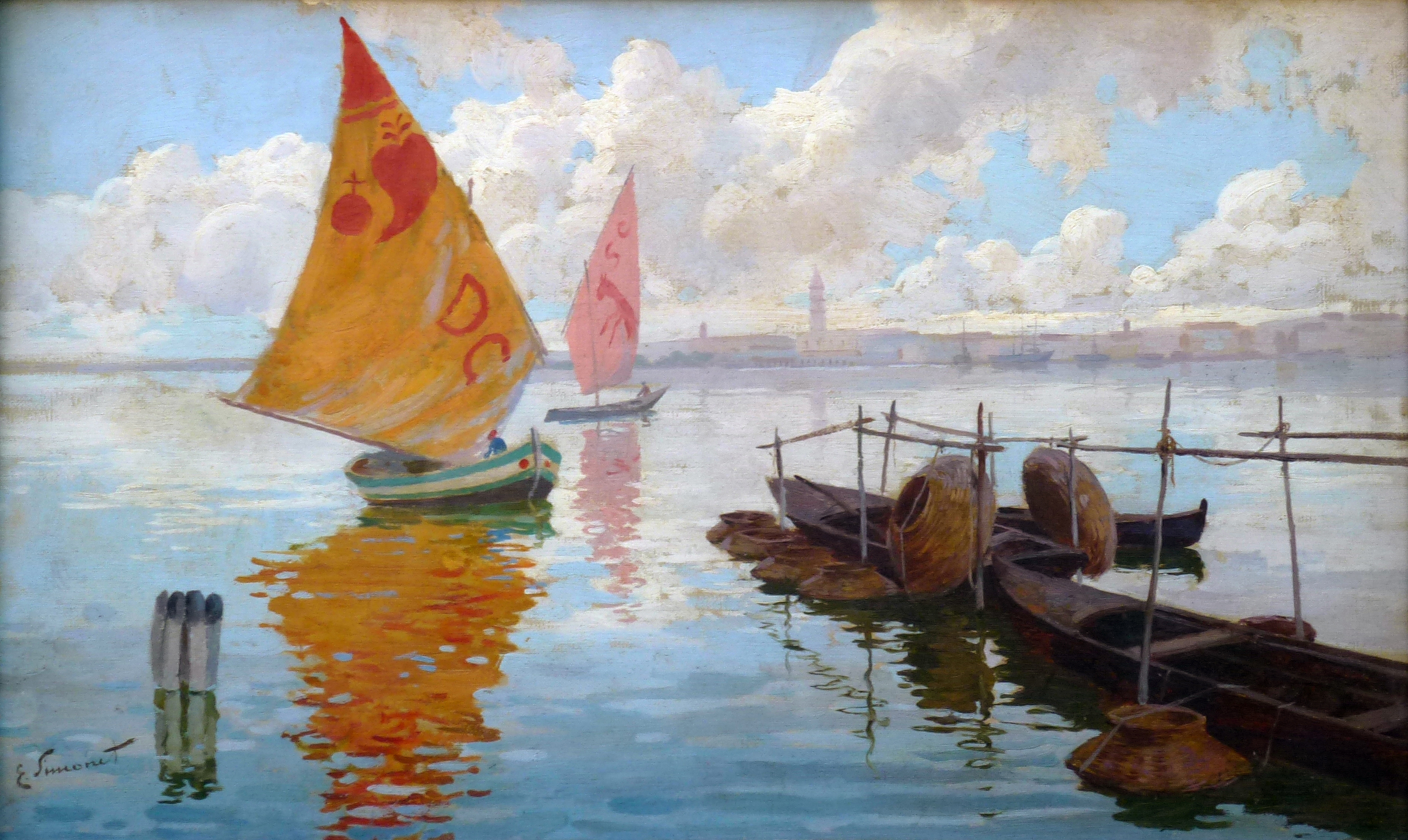
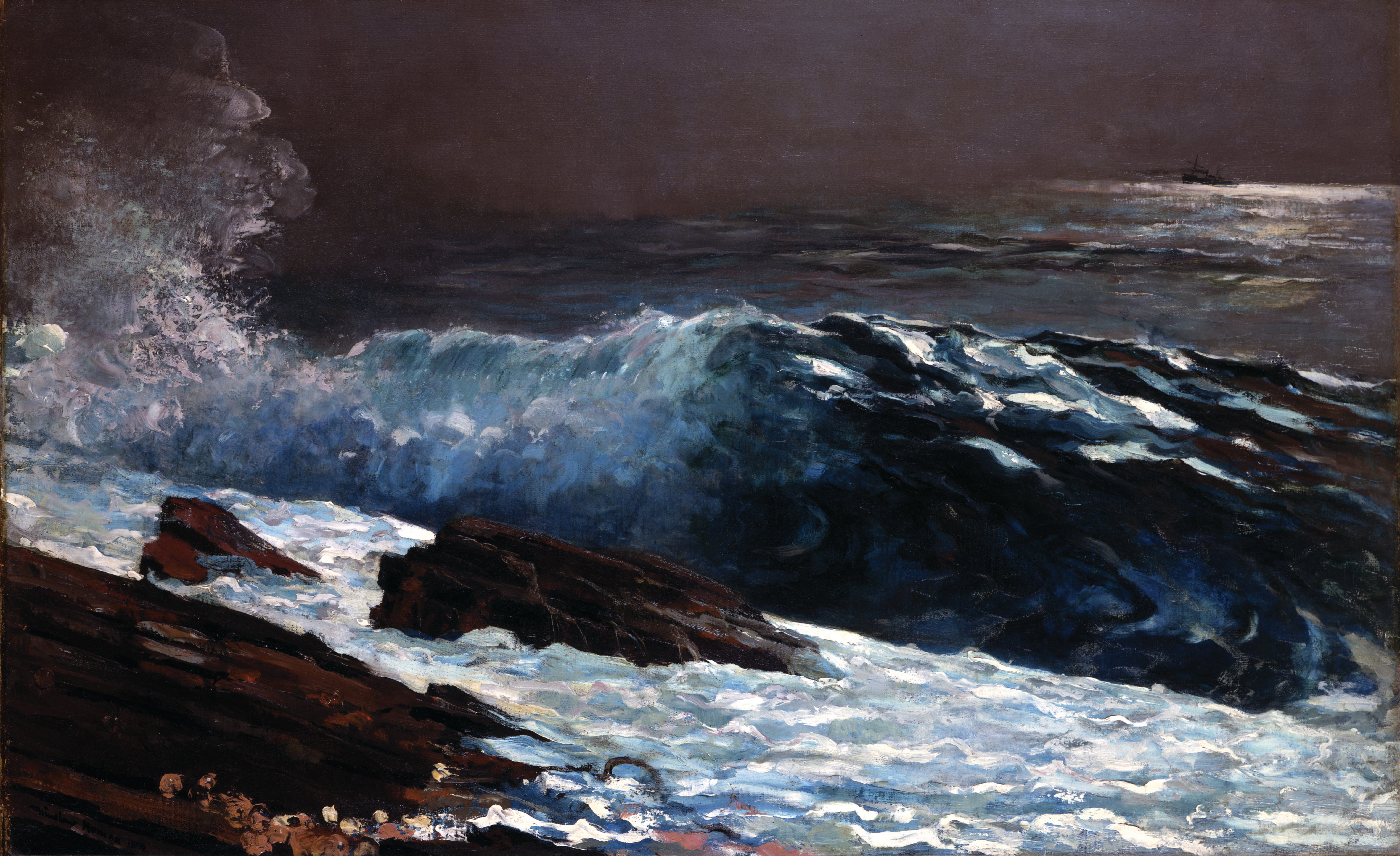
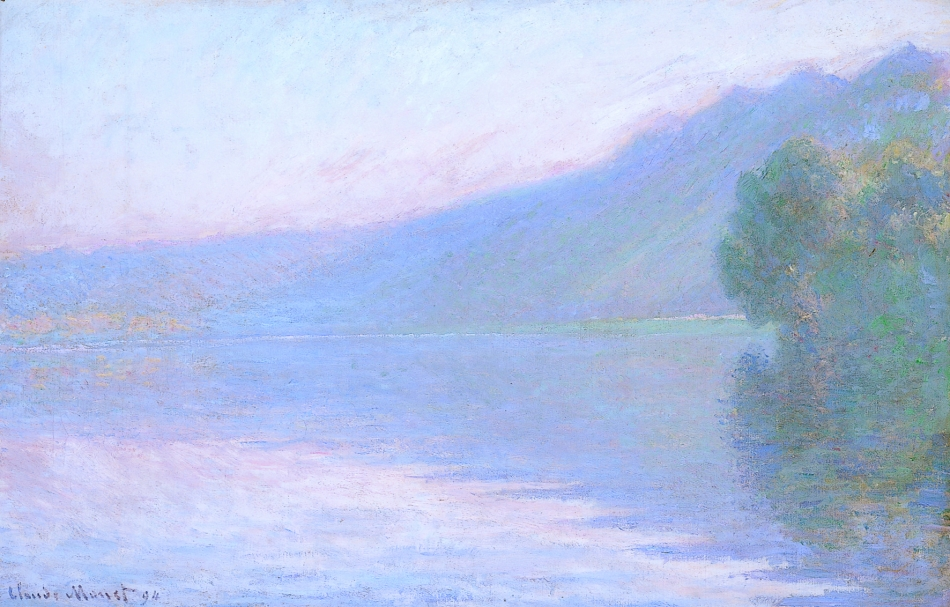
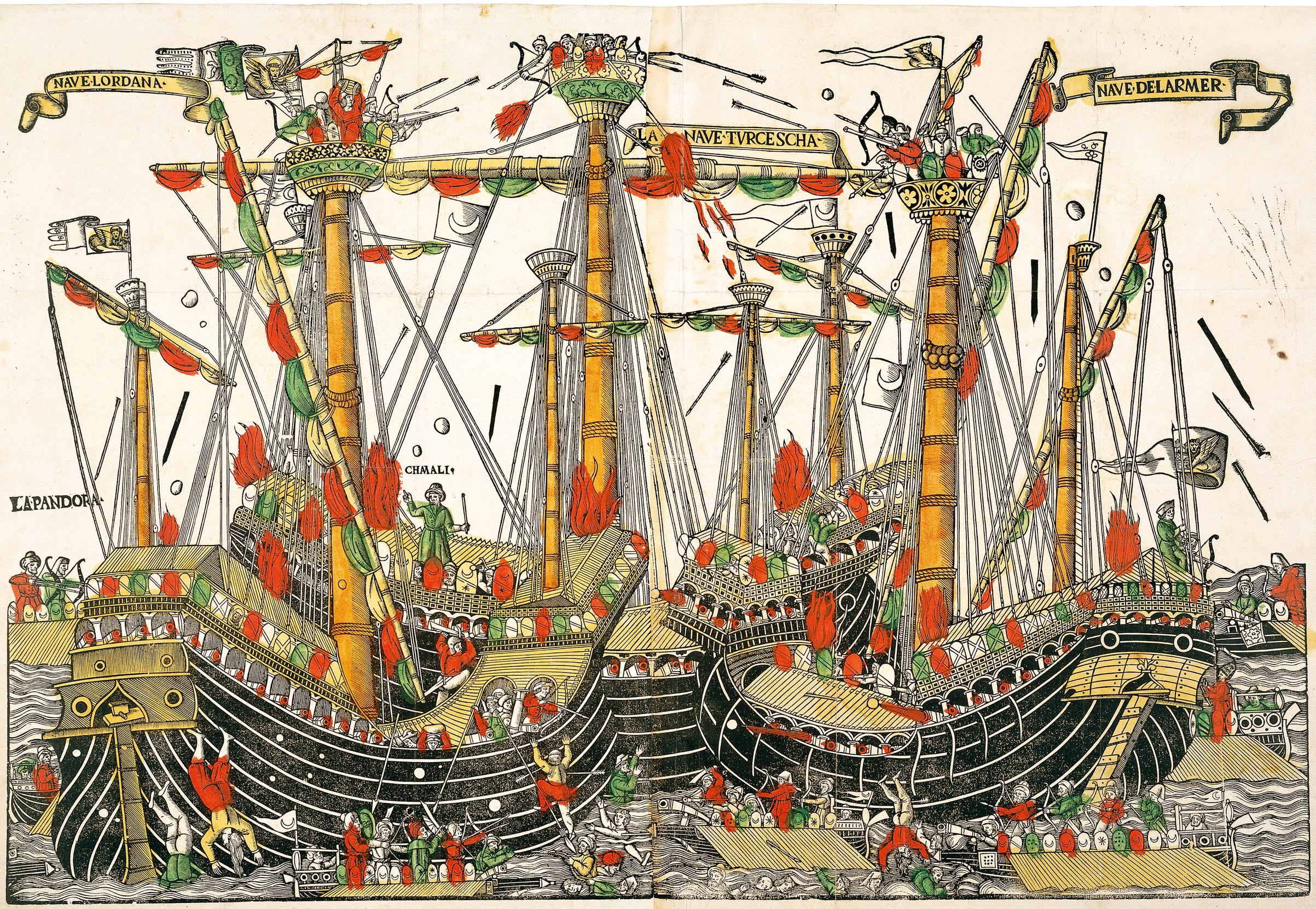
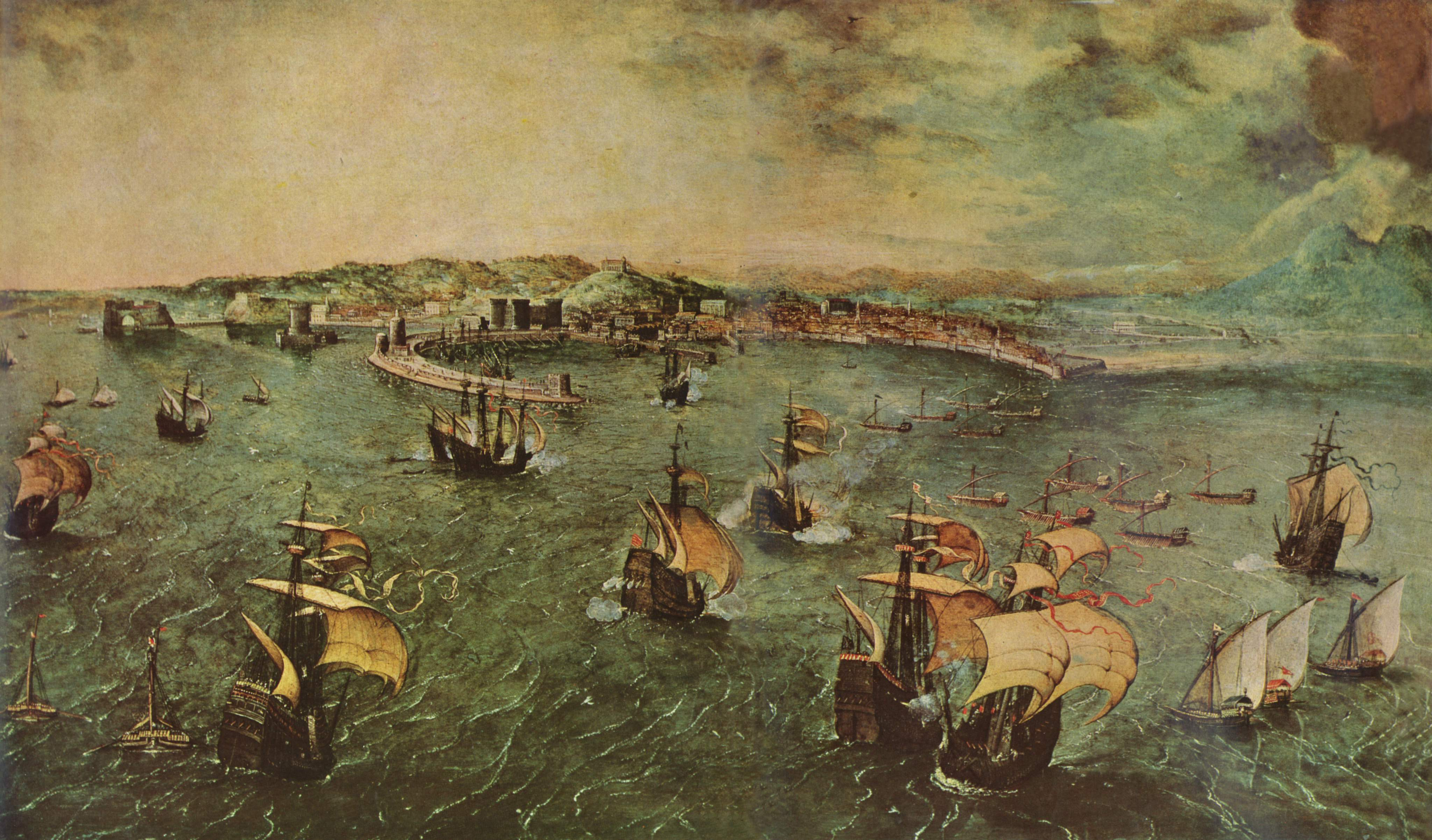
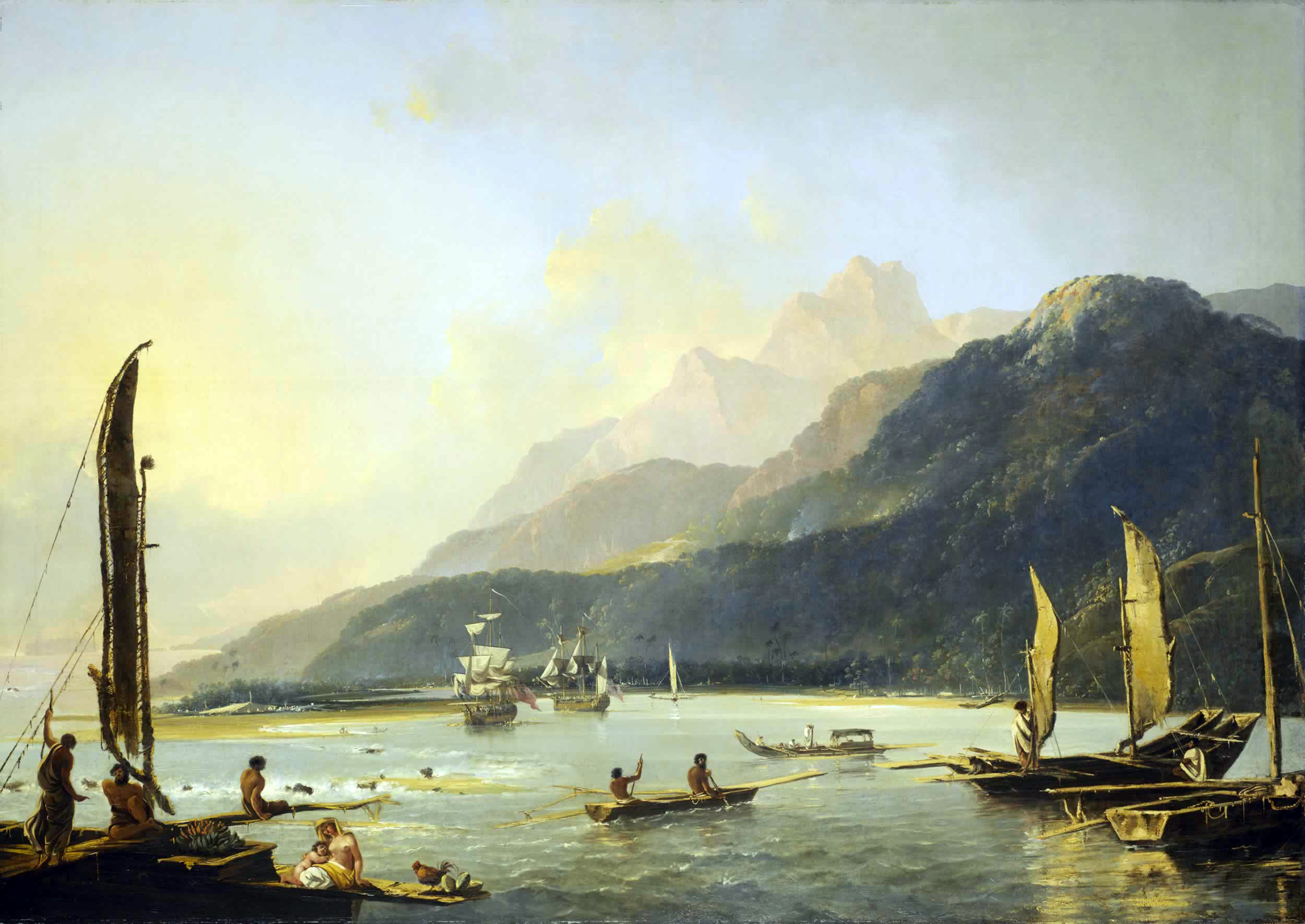
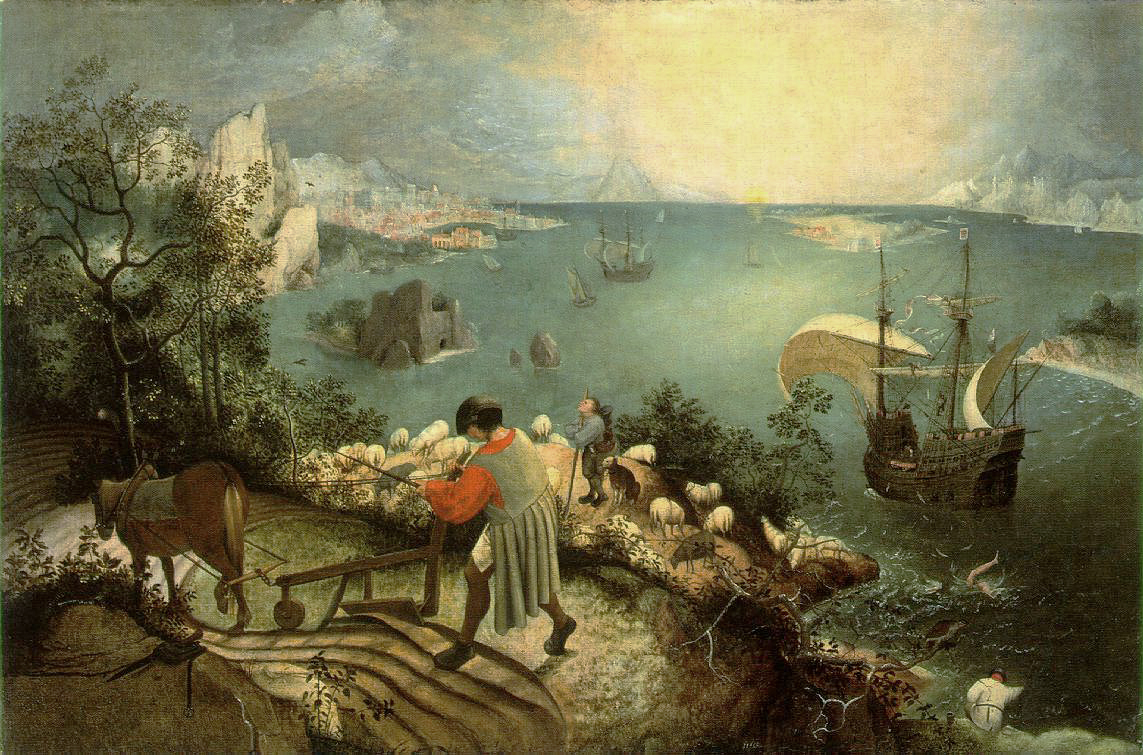